# Chì(II,IV) oxide
Chì(II,IV) Oxide, còn được gọi dưới nhiều cái tên khác là minium, chì đỏ hoặc triplumbic tetrOxide, là một hợp chất vô cơ có màu đỏ tươi hoặc cam, dưới dạng tinh thể hoặc vô định hình. Về mặt hóa học, chì đỏ là Pb3O4, hoặc 2PbO·PbO2. Hợp chất này được sử dụng trong sản xuất pin, thủy tinh chì và sơn lót chống gỉ.

## Lịch sử
Tên tiếng Latinh của hợp chất này có nguồn gốc từ Minius, một con sông ở Tây Bắc Iberia, nơi nó được khai thác lần đầu tiên.
Chì(II,IV) Oxide được sử dụng như một sắc tố đỏ ở Rome thời cổ đại, nơi nó được điều chế bằng cách đốt thành bột chì trắng. Trong thời kỳ cổ đại và thời trung cổ, nó được sử dụng như một chất nhuộm trong việc sản xuất các tô sáng các bản thảo, và nó được đặt tên là minium và miniature, một phong cách sơn màu các bức tranh. Là một loại bột mịn, nó cũng được rải trên các bề mặt điện môi để nghiên cứu các con số của Lichtenberg.
Trong Y học cổ truyền Trung Quốc, chì đỏ được sử dụng để điều trị bệnh giun gai và lở loét, mặc dù việc chữa trị này cần có định mức do độc tính của hóa chất này. Ngoài ra, azarón, một phương thuốc dân gian Mexico dùng trị bệnh rối loạn dạ dày-ruột, có chứa đến 95% chì(II, IV) Oxide.

## Các dạng chì(II, IV) Oxide khác
- "Chì(III) Oxide" (Pb2O3), là các tinh thể màu cam không tan trong nước.
- Dodecaplumbum nonadecOxide (Pb12O19), là các tinh thể màu nâu sẫm hay đen, không tan trong nước, tỉ lệ PbO:PbO2 là 5:7.